# Šafran
Šafran (podlesak; lat. Crocus), biljni rod trajnica s podzemnim gomoljem iz porodice Iridaceae. Od dvjestotinjak vrsta većina raste na Sredozemlju i Maloj Aziji. Šafran su još stari Grci, Egipćani i Rimljani koristili kao začin i sredstvo za bojanje tekstila i zidova.
U Hrvatskoj raste oko 10 vrsta, među kojima prugasti podlesak, dalmatinski podlesak, vrtni šafran, išarani podlesak, proljetni šafran, i drugi. Mnoge vrste uzgajaju se zbog cvjetova lijepih boja kao ukrasne biljke.

## Vrste
1. Crocus abantensis T.Baytop & B.Mathew
2. Crocus abracteolus Kernd. & Pasche
3. Crocus adami J.Gay
4. Crocus adamioides Kernd. & Pasche
5. Crocus adanensis T.Baytop & B.Mathew
6. Crocus aerius Herb.
7. Crocus akdagensis Kernd. & Pasche
8. Crocus akkayaensis Kernd. & Pasche
9. Crocus alatavicus Regel & Semen.
10. Crocus albocoronatus (Kernd.) Kernd., Pasche & Harpke
11. Crocus aleppicus Baker
12. Crocus alexandri Nicic ex Velen.
13. Crocus almehensis C.D.Brickell & B.Mathew
14. Crocus ancyrensis (Herb.) Maw
15. Crocus angustifolius Weston
16. Crocus antalyensioides Rukšāns
17. Crocus antalyensis B.Mathew
18. Crocus antherotes Kernd. & Pasche
19. Crocus archibaldiorum (Rukšāns) Rukšāns
20. Crocus arizelus Kernd. & Pasche
21. Crocus armeniensis Rukšāns
22. Crocus artvinensis (J.Philippow) Grossh.
23. Crocus asumaniae B.Mathew & T.Baytop
24. Crocus athous Bornm.
25. Crocus atrospermus (Kernd. & Pasche) Kernd. & Pasche
26. Crocus atticus (Boiss. & Orph.) Orph.
27. Crocus autranii Albov
28. Crocus autumnalis Mill.
29. Crocus babadagensis Kernd. & Pasche
30. Crocus balansae J.Gay ex Maw
31. Crocus banaticus J.Gay
32. Crocus baytopiorum B.Mathew
33. Crocus berytius Kernd. & Pasche
34. Crocus beydaglarensis Kernd. & Pasche
35. Crocus bifloriformis Kernd. & Pasche
36. Crocus biflorus Mill.
37. Crocus boissieri Maw
38. Crocus bolensis (Rukšāns) Rukšāns
39. Crocus boryi J.Gay
40. Crocus boulosii Greuter
41. Crocus bowlesianus Kernd. & Pasche
42. Crocus bozdagensis Rukšāns & Zubov
43. Crocus brachyfilus I.Schneid.
44. Crocus brickellii Rukšāns
45. Crocus bydzowskyanus Rukšāns & Zubov
46. Crocus caelestis (Kernd. & Pasche) Kernd., Pasche & Harpke
47. Crocus calanthus Kernd. & Pasche
48. Crocus cambessedesii J.Gay
49. Crocus cancellatus Herb.
50. Crocus candidus E.D.Clarke
51. Crocus cappadocicus (B.Mathew) Rukšāns
52. Crocus caricus (Kernd. & Pasche) Kernd., Pasche & Harpke
53. Crocus carpetanus Boiss. & Reut.
54. Crocus cartwrightianus Herb.
55. Crocus caspius Fisch. & C.A.Mey. ex Hohen.
56. Crocus christianii Rukšāns & Zubov
57. Crocus chrysanthus (Herb.) Herb.
58. Crocus clusii J.Gay
59. Crocus cobbii Kernd. & al.
60. Crocus coloreus Kernd. & Pasche
61. Crocus concinnus Kernd. & Pasche
62. Crocus corsicus Vanucchi
63. Crocus crewei Hook.f.
64. Crocus cvijicii Kosanin
65. Crocus cyprius Boiss. & Kotschy
66. Crocus dalmaticus Vis.
67. Crocus damascenus Herb.
68. Crocus danfordiae Maw
69. Crocus danubensis Kernd., Pasche, Randjel. & V.Randjel.
70. Crocus demirizianus Erol & Can
71. Crocus dilekyarensis Rukšāns
72. Crocus dispathaceus Bowles
73. Crocus duncanii Rukšāns
74. Crocus duplex Weston
75. Crocus erolii Rukšāns
76. Crocus etruscus Parl.
77. Crocus fauseri Kernd. & Pasche
78. Crocus fibroannulatus (Kernd. & Pasche) Kernd., Pasche & Harpke
79. Crocus filis-maculatis Kernd. & Pasche
80. Crocus flavus Weston
81. Crocus fleischeri J.Gay
82. Crocus gargaricus Herb.
83. Crocus geghartii Sosn.
84. Crocus gembosii Rukšāns
85. Crocus georgei Rukšāns
86. Crocus gilanicus B.Mathew
87. Crocus goulimyi Turrill
88. Crocus graveolens Boiss. & Reut.
89. Crocus gunae Rukšāns
90. Crocus guneri (Yüzb.) Rukšāns
91. Crocus hadriaticus Herb.
92. Crocus hakkariensis (B.Mathew) Rukšāns
93. Crocus hartmannianus Holmboe
94. Crocus harveyi Rukšāns
95. Crocus hatayensis Rukšāns
96. Crocus haussknechtii (Boiss. & Reut. ex Maw) Boiss.
97. Crocus heilbronniorum Erol
98. Crocus hellenicus (Rukšāns) Rukšāns
99. Crocus henrikii Rukšāns
100. Crocus hermoneus Kotschy ex Maw
101. Crocus heuffelianus Herb.
102. Crocus hittiticus T.Baytop & B.Mathew
103. Crocus homeri Rukšāns
104. Crocus hyemalis Boiss. & Blanche
105. Crocus ibrahimii (Rukšāns) Rukšāns
106. Crocus ilgazensis (B.Mathew) Rukšāns
107. Crocus ilvensis Peruzzi & Carta
108. Crocus imperati Ten.
109. Crocus incognitus Kernd. & Pasche
110. Crocus inghamii Rukšāns
111. Crocus ionopharynx (Kernd. & Pasche) Kernd., Pasche & Harpke
112. Crocus iranicus Rukšāns
113. Crocus isauricus Siehe ex Bowles
114. Crocus istanbulensis (B.Mathew) Rukšāns
115. Crocus jablanicensis Randjel. & V.Randjel.
116. Crocus kangalensis Kernd. & Pasche
117. Crocus karamanensis Kernd. & Pasche
118. Crocus karduchorum Kotschy ex Maw
119. Crocus kartaldagensis Kernd. & Pasche
120. Crocus katrancensis Kernd. & Pasche
121. Crocus kerndorffiorum Pasche
122. Crocus kofudagensis Rukšāns
123. Crocus korolkowii Maw & Regel
124. Crocus kosaninii Pulevic
125. Crocus kotschyanus K.Koch
126. Crocus kurdistanicus (Maroofi & Assadi) Rukšāns
127. Crocus laevigatus Bory & Chaub.
128. Crocus lazicus Boiss.
129. Crocus leichtlinii (Dewer) Bowles
130. Crocus leucostylosus (Kernd. & Pasche) Kernd., Pasche & Harpke
131. Crocus ligusticus Mariotti
132. Crocus longiflorus Raf.
133. Crocus lyciotauricus Kernd. & Pasche
134. Crocus lycius (B.Mathew) Rukšāns
135. Crocus lydius Kernd. & Pasche
136. Crocus macedonicus Rukšāns
137. Crocus malatyensis Kernd. & Pasche
138. Crocus malyi Vis.
139. Crocus marasensis Kernd. & Pasche
140. Crocus mathewii Kernd. & Pasche
141. Crocus mawii Kernd. & Pasche
142. Crocus mazziaricus Herb.
143. Crocus mediotauricus Kernd. & Pasche
144. Crocus melantherus Boiss. & Orph. ex Maw
145. Crocus mersinensis Kernd. & Pasche
146. Crocus michelsonii B.Fedtsch.
147. Crocus micranthus Boiss.
148. Crocus minimus Redouté
149. Crocus minutus Kernd. & Pasche
150. Crocus moabiticus Bornm.
151. Crocus mouradi Whittall
152. Crocus muglaensis Rukšāns
153. Crocus multicostatus Kernd. & Pasche
154. Crocus munzurense Kernd. & Pasche
155. Crocus musagecitii Erol & Yildirim
156. Crocus mysius Kernd. & Pasche
157. Crocus naqabensis Al-Eisawi & Kiswani
158. Crocus neapolitanus (Ker Gawl.) Loisel.
159. Crocus neglectus Peruzzi & Carta
160. Crocus nerimaniae Yüzb.
161. Crocus nevadensis Amo & Campo
162. Crocus nivalis Bory & Chaub.
163. Crocus niveus Bowles
164. Crocus novicii V.Randjel. & Miljkovic
165. Crocus nubigena Herb.
166. Crocus nudiflorus Sm.
167. Crocus ochroleucus Boiss. & Gaill.
168. Crocus olivieri J.Gay
169. Crocus oreocreticus B.L.Burtt
170. Crocus oreogenus Kernd. & Pasche
171. Crocus orphei Karampl. & Constantin.
172. Crocus pallasii Goldb.
173. Crocus pamphylicus (B.Mathew) Rukšāns
174. Crocus paschei Kernd.
175. Crocus pelistericus Pulevic
176. Crocus pelitensis Kernd. & Pasche
177. Crocus pestalozzae Boiss.
178. Crocus pilousii Rukšāns & Zubov
179. Crocus ponticus Kernd. & Pasche
180. Crocus pseudonubigena (B.Mathew) Kernd., Pasche & Harpke
181. Crocus pulchellus Herb.
182. Crocus pulchricolor (Herb.) Herb. ex Tchich.
183. Crocus pumilus (Rukšāns) Rukšāns
184. Crocus punctatus (B.Mathew) Kernd., Pasche & Harpke
185. Crocus puringii Rukšāns
186. Crocus randjeloviciorum Kernd., Pasche, Harpke & Raca
187. Crocus rechingeri Kernd. & Pasche
188. Crocus reinhardii Rukšāns
189. Crocus reticulatus Steven ex Adam
190. Crocus rhodensis Rukšāns
191. Crocus robertianus C.D.Brickell
192. Crocus romuleoides Kernd. & Pasche
193. Crocus rujanensis Randjel. & D.A.Hill
194. Crocus ruksansii Zubov
195. Crocus sakaltutanensis Rukšāns
196. Crocus sakariensis (Rukšāns) Rukšāns
197. Crocus salurdagensis Kernd. & Pasche
198. Crocus salzmannii J.Gay
199. Crocus samarasii Rukšāns
200. Crocus sanandajensis Kernd. & Pasche
201. Crocus sarichinarensis (Rukšāns) Rukšāns
202. Crocus sativus L.
203. Crocus scardicus Kosanin
204. Crocus scharojanii Rupr.
205. Crocus schneideri Kernd. & Pasche
206. Crocus seisumsiana Rukšāns
207. Crocus siculus Tineo
208. Crocus sieberi J.Gay
209. Crocus sieheanus Barr ex B.L.Burtt
210. Crocus simavensis Kernd. & Pasche
211. Crocus sipyleus (F.Candan & Özhatay) Rukšāns
212. Crocus sivasensis Kernd. & Pasche
213. Crocus sozenii Rukšāns
214. Crocus speciosus M.Bieb.
215. Crocus stevensii Rukšāns
216. Crocus striatulus Kernd. & Pasche
217. Crocus stridii Papan. & Zacharof
218. Crocus suaveolens Bertol.
219. Crocus suworowianus K.Koch
220. Crocus tahtaliensis Kernd. & Pasche
221. Crocus taseliensis Kernd. & Pasche
222. Crocus tauri Maw
223. Crocus tauricus (Trautv.) Puring
224. Crocus thirkeanus K.Koch
225. Crocus thomasii Ten.
226. Crocus thracicus Yüzb. & Aslan
227. Crocus tommasinianus Herb.
228. Crocus tournefortii J.Gay
229. Crocus tuna-ekimii Yüzb.
230. Crocus turcicus (B.Mathew) Rukšāns
231. Crocus uschakensis Rukšāns
232. Crocus vaclavii Rukšāns
233. Crocus vallicola Herb.
234. Crocus variegatus Hoppe & Hornsch.
235. Crocus veluchensis Herb.
236. Crocus veneris Tapp. ex Poech
237. Crocus vernus (L.) Hill
238. Crocus versicolor Ker Gawl.
239. Crocus vitellinus Wahlenb.
240. Crocus wattiorum (B.Mathew) B.Mathew
241. Crocus weldenii Hoppe & Fürnr.
242. Crocus xantholaimos (B.Mathew) Rukšāns
243. Crocus xanthosus Kernd. & Pasche
244. Crocus yakarianus Yildirim & Erol
245. Crocus yalovensis Rukšāns
246. Crocus yaseminiae Erol
247. Crocus yataganensis (Kernd. & Pasche) Kernd., Pasche & Harpke
248. Crocus youngiorum Rukšāns & Zetterl.
249. Crocus zagrosensis Kernd. & Pasche
250. Crocus zanjanensis Kernd. & Pasche
251. Crocus zetterlundii Rukšāns
252. Crocus ziyaretensis Kernd. & Pasche
253. Crocus zubovii Rukšāns
254. Crocus ×fritschii Derganc
255. Crocus ×hybridus Petrovic
256. Crocus ×paulineae Pasche & Kerndorff